# Weisser Stein
Le Weisser Stein (la « Pierre blanche ») est un sommet et lieu-dit du Parc naturel germano-belge sur le plateau de l'Eifel, situé près de la frontière germano-belge. Il est situé à cheval sur les communes de Bullange et Hellenthal, à 500 m de la route allemande B265 qui longe la frontière entre Hollerath et Losheimergraben, à 6 km de distance, dans le Land de Rhénanie-du-Nord-Westphalie.
Il s'agit du deuxième point le plus haut de la Belgique et de la Région wallonne avec 693,05 mètres d'altitude en Belgique (689 mètres en Allemagne), derrière le Signal de Botrange et ses 694 mètres. La Baraque Michel n'est que le troisième sommet belge avec ses 674 mètres d'altitude.
L'altitude officielle n'est pas la même des deux côtés de la frontière. L'explication en est que l'altitude est mesurée différemment en Belgique (le Deuxième nivellement général (DNG), mesuré à Ostende) et en Allemagne (Normalnull, mesuré à Berlin, équivalent par ailleurs au niveau normal d'Amsterdam néerlandais).
Le lieu ne fait partie du territoire belge que depuis l'annexion en 1919 par la Belgique de la partie orientale du plateau des Hautes Fagnes, qui appartenait jusque-là à la Prusse depuis le traité d'Aix-la-Chapelle (1816).

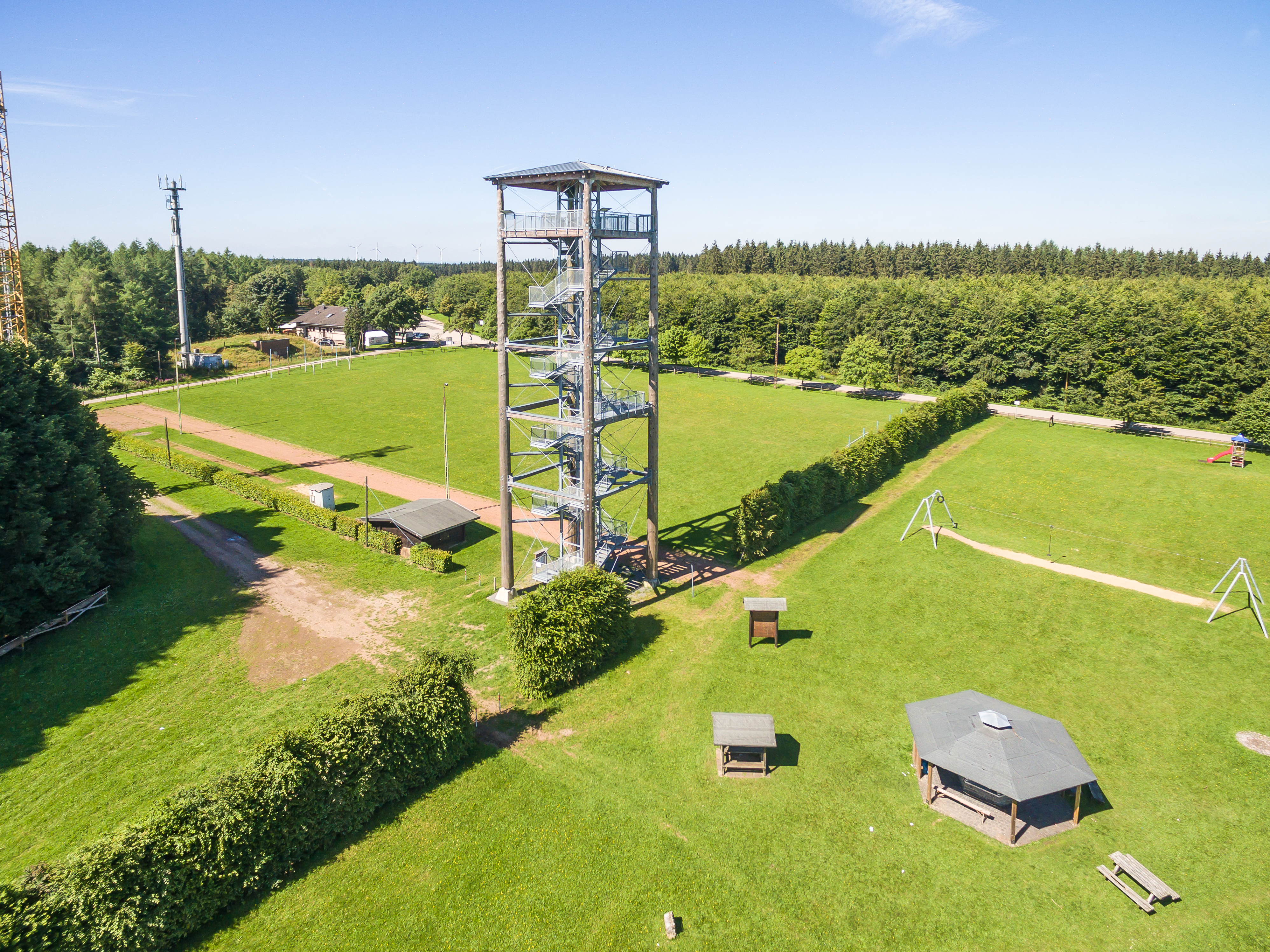
Tour panoramique

## Lieux-dits et auberges situés à proximité
- le Signal de Botrange
- le Mont Rigi